# Yoghi e l'arca
Yoghi e l'arca (Yogi's Ark Lark) è un mediometraggio d'animazione televisivo del 1972 prodotto e diretto da Joseph Barbera e William Hanna. Fu trasmesso il 16 settembre 1972 sulla ABC come parte del ciclo The ABC Saturday Superstar Movie, e servì da episodio pilota della serie televisiva L'allegra banda di Yoghi, trasmessa l'anno successivo. Oltre a veicolare un messaggio ambientalista, il film segnò una pietra miliare nella storia della Hanna-Barbera: per la prima volta un'ampia gamma di personaggi dello studio fu unita in un'unica storia. Questo diede il tono a future serie e speciali, come L'olimpiade della risata e Natale con Yogi. Dal 1999 viene trasmesso col titolo Yoghi e l'arca di Noè.

## Personaggi e doppiatori
| Personaggio        | Doppiatore originale | Doppiatore italiano |
| ------------------ | -------------------- | ------------------- |
| Orso Yoghi         | Daws Butler          | Massimo De Ambrosis |
| Braccobaldo Bau    | Daws Butler          | Angelo Nicotra      |
| Dixie              | Daws Butler          |                     |
| Ernesto Sparalesto | Daws Butler          | Simone Mori         |
| Babalui            | Daws Butler          |                     |
| Svicolone          | Daws Butler          | Mino Caprio         |
| Top Cat            | Daws Butler          |                     |
| Wally Gator        | Daws Butler          |                     |
| Lippy the Lion     | Daws Butler          |                     |
| Peter Potamus      | Daws Butler          |                     |
| Lambsy             | Daws Butler          |                     |
| Paw Rugg           | Henry Corden         |                     |
| Camionista nº 1    | Henry Corden         |                     |
| Squiddly Diddly    | Walker Edmiston      |                     |
| Yakky Doodle       | Walker Edmiston      |                     |
| Magilla Gorilla    | Allan Melvin         |                     |
| Camionista nº 2    | Allan Melvin         |                     |
| Uomo               | Allan Melvin         |                     |
| Bubu               | Don Messick          | Marco Mete          |
| Pixie              | Don Messick          |                     |
| Atom               | Don Messick          |                     |
| So-So              | Don Messick          |                     |
| Moby Dick          | Don Messick          |                     |
| Luca Tortuga       | Don Messick          |                     |
| Benny              | John Stephenson      |                     |
| Papino             | John Stephenson      | Stefano Mondini     |
| Hardy Har-Har      | John Stephenson      |                     |
| Maw Rugg           | Jean Vander Pyl      |                     |
| Floral Rugg        | Jean Vander Pyl      |                     |
| Donna              | Jean Vander Pyl      |                     |
| Noè Smitty         | Lennie Weinrib       | Sergio Graziani     |

## Edizione italiana
La prima edizione italiana del film fu trasmessa sul Programma Nazionale il 30 dicembre 1973 all'interno del programma Da Natale all'anno nuovo. Il 2 e 4 gennaio 1999 il film fu trasmesso in due parti su Italia 1 all'interno del programma Bim bum bam, come parte della serie Yoghi, salsa e merende, col titolo Yoghi e l'arca di Noè e un nuovo doppiaggio eseguito dalla Sefit-CDC su dialoghi di Maria Cicconcelli.